# Galloro
Galloro är en frazione i kommunen Ariccia inom storstadsregionen Rom i regionen Lazio i Italien. Galloro är beläget i Castelli Romani.
Bland sevärdheterna finns kyrkan Santa Maria di Galloro med Madonnabilden Madonna di Galloro.

## Bilder
| - Kyrkan Santa Maria di Galloro. |